# 強風オールバック
「強風オールバック」（きょうふうオールバック）は、日本のボカロP、ゆこぴによる楽曲。ボーカルに歌愛ユキを起用した曲で、2023年3月15日にniconico・YouTubeにミュージックビデオがアップロードされた。

## 楽曲解説・ミュージックビデオ
外に出たら風が強く、髪型がオールバックになってしまったという状況を描いた楽曲。かわいいイラストやポップなサウンド、間奏で流れるリコーダーなどが中毒性を生み出している。
作者のゆこぴは、日常の出来事を切り取った30秒程度の短い楽曲をTwitterに投稿しており、本楽曲も、その流れを引き継いだSNSで拡散されやすい気軽な内容となっている。
ミュージックビデオのアニメーションは小津が担当。MVに登場する少女はボーカルに起用されている歌愛ユキで、小学校で馴染みの深い楽器も多く描かれている。

## 反響・評価
2023年4月12日には、Billboard JAPAN「ニコニコ VOCALOID SONGS TOP20」で1位を獲得、5月10日には5週連続の首位獲得となり同チャートでの首位獲得数の最高記録となった。12月には、同チャート初の年間1位を獲得した。
歌ってみたなどの数多くの二次創作動画が生成されており、UGCが広がったことが同チャートでの成績に繋がっている。
5月6日には、YouTubeでの再生回数が1000万回、ニコニコ動画での再生回数が100万回を突破した。同日には、関東地方を中心に強い風が吹いたことでも、本楽曲が注目を集めている。
11月30日にイー・ガーディアンから発表された「SNS流行語大賞2023」では、本楽曲の歌詞の一部から派生した「○○した瞬間、終わったわ」が3位となった。
2024年11月2日には、YouTubeでの再生回数が1億回を突破した。

## CM化
2023年7月19日から放映されている日清食品のカップヌードル シーフードヌードルとレッドシーフードヌードルのCMでこの曲の替え歌が使用された。さらにそのセルフパロディとして、同年12月24日放送の『M-1グランプリ2023』（朝日放送テレビ・テレビ朝日系）内で放送された「どん兵衛セブン-イレブンM-1優勝記念セール」のCMとして、空気階段の鈴木もぐらが出演するバージョン（相方の水川かたまりも少し登場）が制作されている。

## カバー
- みらくらぱーく!［大沢瑠璃乃（菅叶和）、藤島慈（月音こな）］ - 2023年9月9日にゲーム『Link!Like!ラブライブ!』に追加収録[15]。
- ハロー、ハッピーワールド!［弦巻こころ（伊藤美来）］ - 2023年12月26日にゲーム『バンドリ! ガールズバンドパーティ!』に追加収録[16]。
- ワンダーランズ×ショウタイム　- 2024年1月1日にゲーム『プロジェクトセカイ カラフルステージ! feat. 初音ミク』に追加収録[17]。